# Новогіреєво (платформа)
Новогіреєво (рос. Новогиреево) — зупинний пункт/пасажирська платформа Горьківського напряму МЗ , лінії МЦД-4 Московських центральних діаметрів, у Москві. Розташовано в межах станції Кусково.
Названа по однойменному колишньому селищу, в якому і було розташовано. Станом на 2011 рік розташована на межі районів «Новогіреєво» та «Вешняки».
На платформі мають зупинку майже всі приміські поїзди, а також експреси «Супутник». Поїзди далекого прямування і експреси (крім «Супутника») на платформі зупинок не здійснюють. Час руху від Москва-Пасажирська-Курська — 14-19 хвилин, на  експресі — 11 хвилин. З платформи — вихід на вулиці Кетчерська вулиця, Фрязевська вулиця, Вільний проспект.

## Опис
Має склад з двох платформ — острівної і берегової, сполучених підземним переходом, обладнаним пандусом для інвалідів. Платформи високі, мощені тротуарною плиткою. Влітку 2007 року була проведена реконструкція платформи із заміною асфальтового покриття на плитку і будівництвом нових навісів і кас.

### Берегова платформа
На берегову платформу прибувають поїзди, що прямують з Москви. Берегова платформа обладнана одним павільйоном, в якому розташовано три каси, каса на вихід і турнікети. Обладнана навісом (з годинником), розташованим на початку (по ходу руху) платформи.

### Острівна платформа
Острівна платформа розділена на дві частини парканом. До першої частини (тієї, яка ближче до берегової платформі) прибувають звичайні приміські електропоїзди, на другу частину платформи прибувають експреси «Супутник» (Новогіреєво є єдиною проміжною зупинкою для цих експресів).
На платформі два павільйони, обидва обладнані турнікетами. Перший павільйон (найближчий до Москви) призначений для виходу на платформу до Супутника, другий — для виходу в місто зі звичайних поїздів/входу на платформу до звичайних поїздів і обладнаний касою на вихід (також є квиткові каси, але вони не функціонують). Платформа обладнана навісом з годинником, розташованими в кінці (по ходу руху) платформи.

### Колії
Поблизу платформ проходять три колії станції Кусково: один — для «Супутників», вантажотоварних потягів і технічних поїздів, два інших — для інших поїздів. Також є одна тупикова колія.

## Пересадки
- Новогіреєво
- Трамвай: 36, 37
- Автобус: 21, 36, 133, 208, 232, 237, 247, 254, 276, 285, 314, 615, 620, 645, 662, 776, 787, 811, 833, 842, 884, 974, т30, т53, т64, т75, н4;